# Мадонна с Младенцем и четырьмя ангелами (картина фра Беато Анджелико)
«Мадонна с Младенцем и четырьмя ангелами» (итал. Madonna col Bambino e quattro angeli) — картина итальянского художника раннего Возрождения, периода кватроченто флорентийской школы фра Беато Анджелико из собрания Государственного Эрмитажа в Санкт-Петербурге.
На картине изображена Мадонна с Младенцем, в синем плаще с жёлтой подкладкой и красном платье, украшенном жёлтым орнаментом, сидящая на красно-золотом ковре. Справа и слева от Мадонны в золотых небесах парят два ангела в розовых одеяниях, молитвенно сложив руки, ещё два ангела в розовом и чёрно-желтом одеяниях стоят, преклонив колени, перед Мадонной и играют на музыкальных инструментах. Внизу в центре виднеется золотая ваза с лилиями, символизирующими чистоту Девы Марии. Картина написана на тополевой доске, причём верх доски позднее был срезан, поэтому рама для картины была сделана со специальной накладкой, закрывающей место среза.

## История
Картина написана в начале 1420 годов, её ранняя история неизвестна. В конце XIX она находилась в собрании графов Строгановых, причём автор не был определён. Ряд исследователей считали, что картину написал Джентиле да Фабриано. В 1909 году автором был назван Арканджело ди Кола да Камерино, и с этой атрибуцией в 1922 году картина поступила в Эрмитаж. Первым имя фра Анджелико как возможного автора назвал итальянский исследователь РобертоЛонги в 1928 году и впоследствии многие учёные поддержали эту атрибуцию, хотя сомнения высказывались вплоть до конца XX века. В каталоге Эрмитажа 1958 года картина числилась как работа Арканджело да Камерино, в 1976 году как работа фра Анджелико со знаком вопроса, в каталоге 1994 года указано, что произведение «приписывается» фра Анджелико. Окончательные сомнения в авторстве фра Беато Анджелико исчезли в 2006 году: когда картина находилась на выставке во Флоренции, был произведён её комплексный анализ и сравнение с другими, бесспорными, работами художника и таким образом имя автора было установлено окончательно. Тогда же была уточнена датировка работы.
Картина экспонируется в здании Большого (Старого) Эрмитажа, в зале 209.
Ведущий научный сотрудник отдела западноевропейского искусства Эрмитажа Т. К. Кустодиева, описывая картину, констатировала:

…Анджелико превратил Мадонну в конкретную женщину с чертами, присущими только ей: у неё приятное лицо, двойной подбородок, тяжёлые веки над светлыми глазами; пушистые белокурые волосы, не скрытые плащом, ложатся мягкими локонами на плечи. Под складками одежды чувствуются формы тела. Оно становится и объёмным и весомым; под его тяжестью прогнулась златотканая подушка. Пёстрые крылья ангелов, роскошно орнаментированные ткани, рельефный узор золотого нимба — вся эта мажорная, звучная красочная гамма способствует созданию праздничного, радостного впечатления от картины.